# Monstrilla ostroumovi
Monstrilla ostroumovi is een eenoogkreeftjessoort uit de familie van de Monstrillidae. De wetenschappelijke naam van de soort is voor het eerst geldig gepubliceerd in 1894 door Karaw.